# Karel Rokytanský
Karel Rokitanský, též Karel Rokytanský německy: Karl (nebo Carl) Freiherr von Rokitansky (svobodný pán), (19. února 1804 Hradec Králové – 23. července 1878 Vídeň, Rakousko) byl rakouský lékař, patolog, filosof a liberální politik českého původu. Zasloužil se o vznik patologické anatomie jako specializovaného lékařského oboru.

## Život

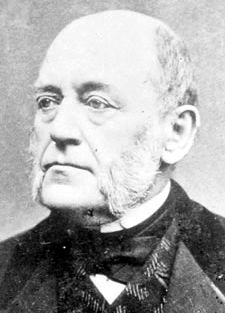
Fotografie z roku 1870

Narodil se v rodině královéhradeckého úředníka, kancelisty krajského úřadu (Kreiskanzelist) Prokopa Rokytanského a jeho manželky Terezie rozené Lodgmannové, jejíž otec měl rytířský titul. Byl nejstarším ze čtyř dětí (Prokop, Marie, Theresie). Do školy začal chodit v Litoměřicích, kam se rodina přestěhovala. Když mu bylo osm let, jeho otec zemřel. Gymnaziální studia absolvoval v Hradci Králové. V Praze studoval tři roky filozofii, poté tři roky medicínu. Mezi jeho přednášející patřili například Bernard Bolzano, který ovlivnil jeho filozofické názory, nebo Jan Evangelista Purkyně, který vzbudil jeho zájem o anatomii. Na vyzvání svého strýce Aloise Lodgmana a poté, co Purkyně přestal přednášet, odešel do Vídně, kde v roce 1828 úspěšně dokončil lékařská studia.
V roce 1827 začal pracovat jako asistent profesora J. Wagnera v nedávno zřízeném patologickoanatomickém ústavu Všeobecné nemocnice města Vídně a začal se věnovat také vědecké práci v oboru patologické anatomie. Po Wagnerově smrti převzal vedení ústavu. V roce 1844 byl jmenován profesorem a vedoucím Katedry patologické anatomie na Vídeňské univerzitě. V letech 1852–1853 byl jako první lékař zvolen rektorem Vídeňské univerzity, byl též prvním děkanem-lékařem a tuto funkci zastával čtyřikrát. Od roku 1850 byl doživotním prezidentem Vídeňské lékařské společnosti a od roku 1869 do konce svého života byl prezidentem Akademie věd.  Rokytanský byl filozofem medicíny a proslul brilantními filosofickými úvahami při slavnostních rektorských a děkanských přednáškách na univerzitě. Vycházel z myšlenek Immanuela Kanta a Bernarda Bolzana.
Byl členem panské sněmovny, v níž patřil mezi radikální křídlo. V roce 1868 navrhoval odloučení školy a církve. Jako člen komise při ministerstvu vyučování navrhl nový studijní řád pro lékaře, který byl po desetiletém úsilí přijat v roce 1872.
Po celý život udržoval kontakt s českým prostředím. Stýkal se s českými krajany a lékaři, například Josefem Škodou nebo Eduardem Albertem. Stal se čestným doktorem lékařství Karlovy univerzity (1848). Podporoval finančně významné celonárodní akce, jako byla výstavba Národního divadla nebo chrámu sv. Víta.
Byl členem mnoha zahraničních vědeckých společností v Paříži, Bostonu, Petrohradu, Štrasburku a Londýně. Univerzity v Jeně, Krakově a Praze mu udělily čestný doktorát filozofie. Obdržel vysoká vyznamenání od panovníků nejen v Rakousku, ale také v Řecku, Rusku, Mexiku a Italském království. Roku 1874 byl v Rakousku povýšen do stavu svobodných pánů.
Zemřel 23. července 1878 ve Vídni (ve vídeňském obvodu Hernals) na zástavu srdce. Je pochován na místním hřbitově.

### Rodinný život
Roku 1835 se oženil s Marií Weissovou. Zpočátku žili velmi skromně, později se přestěhovali do vlastního domu na předměstí Vídně. Synové Karel (1839–1898) a Prokop (1842–1928) byli rovněž lékaři. Karel Rokytanský mladší působil od roku 1895 jako řádný profesor na klinice porodnictví ve Štýrském Hradci, Prokop Rokytanský vedl od roku 1877 jako řádný profesor kliniku interního lékařství v Innsbrucku. Pravnuk Ottokar Rokitansky byl profesorem chirurgie a jeho syn Alexander M. Rokitansky (narozen 23. července 1956) je (v lednu 2024) přednostou kliniky dětské chirurgie v Donauspital ve Vídni.

## Dílo

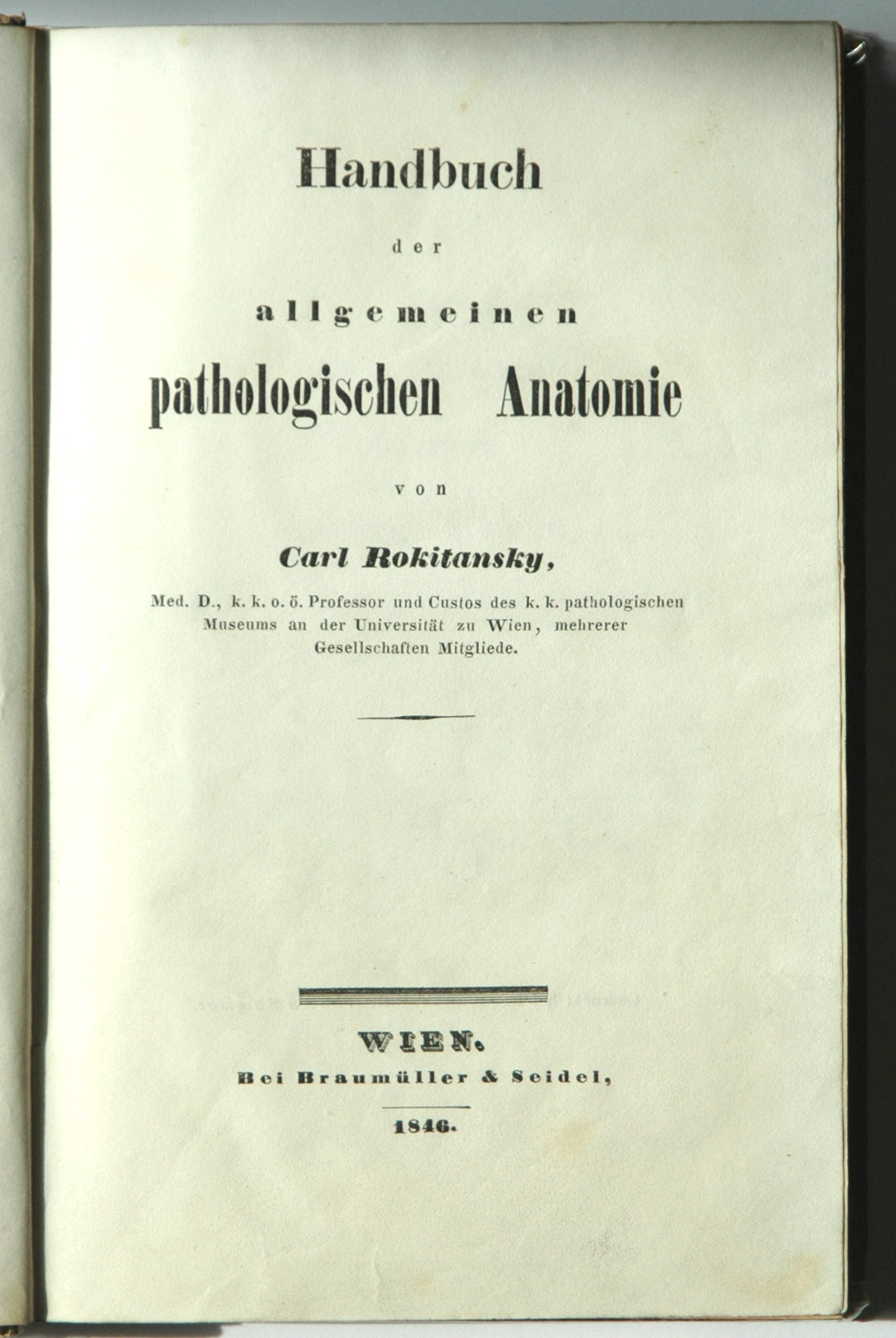
Titulní strana Příručky všeobecné patologické anatomie.

Karel Rokytanský je řazen mezi zakladatele nové vídeňské lékařské školy, která kladla důraz na specializaci lékařského výzkumu. Volbě léčebných prostředků předcházelo pečlivé vyšetření pacientů založené na poznání, že každá nemoc má svůj patologickoanatomický základ. Jako první začal užívat termín „medicína založená na důkazech“ (evidence based medicine).
Třísvazkové dílo patologické anatomie Karla Rokytanského (Handbuch der pathologischen Anatomie, 1842–1846) se stalo základní učebnicí v medicíně té doby. Přesným a podrobným popisem chorobných změn na orgánech usnadnil lékařům rozhodování při volbě vhodné a účinné léčby. Rokytanský jako jeden z prvních spolupracoval s lékaři klinických oborů, a to často přímo za jejich přítomnosti v pitevně.
Množstvím precizních patologických pitev (provedl jich za život přes 6000) přispěl k vytvoření základu dnešní chirurgie. Za svůj život učinil řadu objevů chorob a vrozených anomálií. Specializoval se na popis chorobných změn na orgánech. Byl například prvním, kdo popsal patogenezi aterosklerózy, nebo vlastnosti amyloidu (domnělého "vosku") v játrech pacientů s tuberkulózou, syfilidou
nebo chronickou osteomyelitidou.
Své zkušenosti shrnul do třídílné učebnice patologické anatomie (v německém originále Lehrbuch der pathologischen Anatomie).
- Lehrbuch der pathologischen Anatomie, Wien, Wilhelm Braumüller, 1855–1861 – 3 díly
- Handbuch der pathologischen Anatomie, Wien, Braumüller u. Seidel, 1842–1846 – 3 díly
- Die Defecte der Scheidewände des Herzens Wien, W. Braumüller, 1875

Zavedl užívání titulu MUDr.
Rokitanský patřil mezi přední osobnosti druhé vídeňské lékařské školy, která stavěla na vědeckých základech a etablovala nové lékařské specializace. Dalšími významnými osobnostmi byli jeho krajané a kolegové Josef Škoda a Ferdinand Hebra.

## Posmrtné připomínky
- V roce 1879 se konala na připomínku výročí úmrtí v Hradci Králové slavnost, při které byla na rodný dům Karla Rokycanského (čp. 42) umístěna pamětní deska.[12]
- Ve Vídni v 17. městském okrese (Hernals) je po Karlu Rokytanském pojmenována ulice – Rokitanskygasse.
- Rokitanského ulice se nachází v historickém centru jeho rodného Hradce Králové[13]
- Hlavní postava filmové série Mad Max, Max Rockatansky má příjmení po Karlu Rokytanském.[14] Důvodem bizarního spojení je fakt, že režisér filmové série George Miller studoval lékařství a také se v době, kdy sháněl finance na svůj první film, živil jako lékař.[15]